# ریچارد بوسک
ریچارد بوسک (انگلیسی: Ryszard Bosek؛ زاده ۱۲ آوریل ۱۹۵۰) بازیکن و سرمربی سابق تیم ملی والیبال لهستان است. ریچارد موفق به کسب مدال طلا در بازی‌های المپیک ۱۹۷۶ شده بود.